# Chaussée des Géants
« Giant's Causeway » redirige ici. Pour les autres significations, voir Giant's Causeway (homonymie).
La Chaussée des Géants est une formation volcanique située sur la côte d'Irlande du Nord. Située à 3 km au nord de la ville de Bushmills dans le comté d'Antrim, à l'extrémité septentrionale du plateau d'Antrim, elle se caractérise par environ 40 000 colonnes hexagonales verticales juxtaposées (colonnes ou orgues basaltiques). L'ensemble, érodé par l'action de la mer, évoque un pavage qui débute de la base de la falaise et disparait dans la mer. Les colonnes sont visibles sur l'estran mais aussi dans la falaise haute de 28 mètres, qui constitue la bordure du plateau d'Antrim.
Le site est inscrit sur la liste du patrimoine mondial de l’UNESCO depuis 1986. Classé réserve naturelle nationale en 1987 par le Département de l'Environnement d'Irlande du Nord, le site et sa côte ont également intégré le réseau Area of Outstanding Natural Beauty en 1989. Le site appartient et est entretenu par le National Trust.

## Toponymie
La Chaussée des Géants est appelée en anglais Giant's Causeway, en irlandais en Clochán na bhFómharach, ce qui signifie « Le petit tas de pierre des Fomoires ».

## Géographie

### Accès
La ligne de chemin de fer Belfast - Londonderry gérée par Northern Ireland Railways relie le site à Coleraine à Portrush par l'embranchement Coleraine - Portrush. Des liaisons locales d'Ulsterbus assurent des connexions vers les stations de chemin de fer. Une promenade de 10 km (7 miles) depuis Portrush longe le château de Dunluce ; une ancienne ligne à voie étroite, la Giants Causeway & Bushmills Railway a été rouverte pour les touristes en 2002.

### Morphologie
La Chaussée des Géants forme un promontoire qui s'avance sur la mer ; il est constitué de la juxtaposition de prismes de lave refroidie. Les plus grands de ces prismes atteignent près de 12 mètres de haut. La plupart ont une section de forme hexagonale, mais environ 30 % sont des pentagones et certaines colonnes ont quatre, sept, huit voire neuf ou dix faces. La section des prismes peut avoir une surface plane, convexe ou concave. L'ensemble évoque une chaussée ancienne au pavage irrégulier.

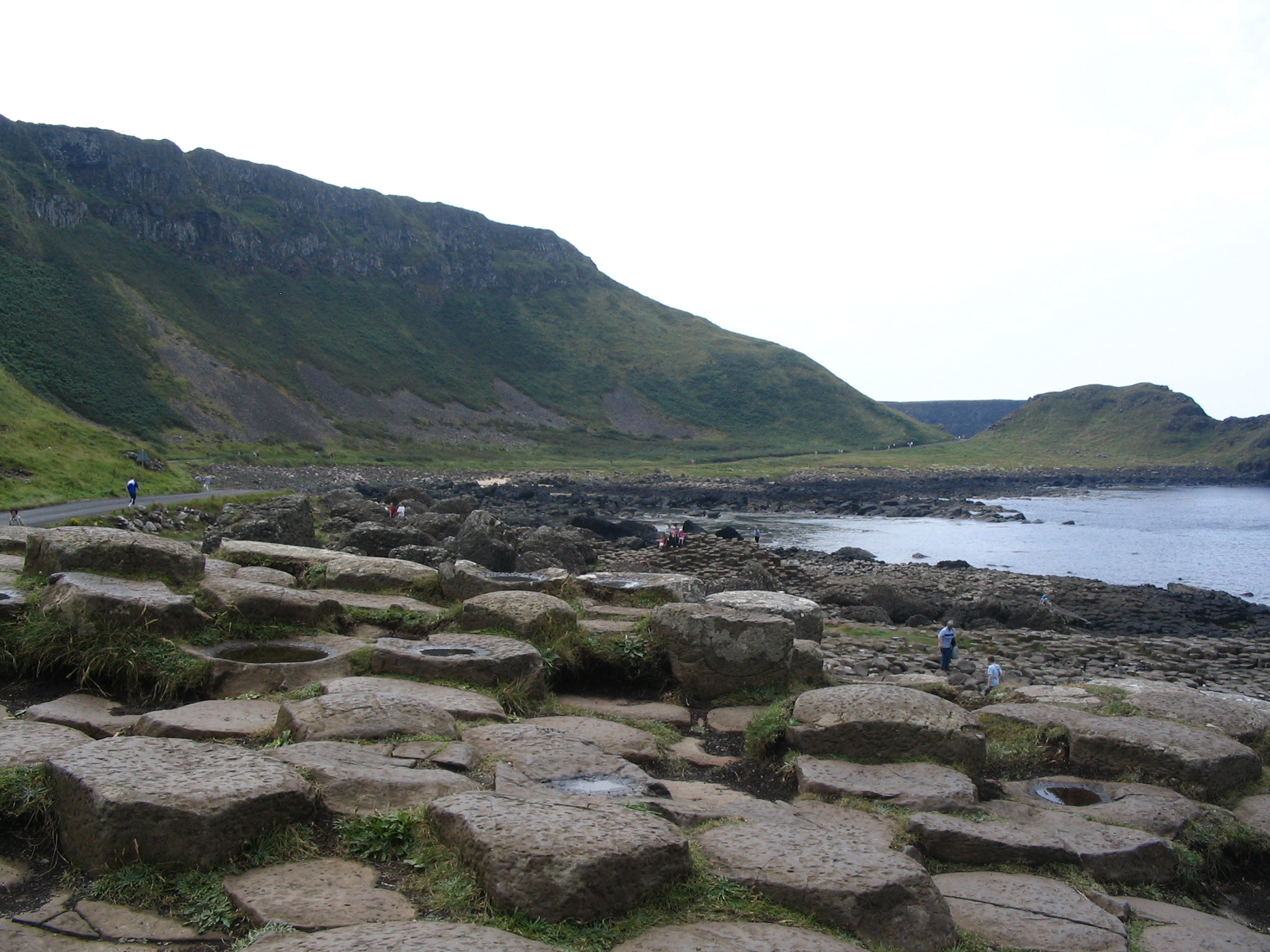
Chemin d'accès.
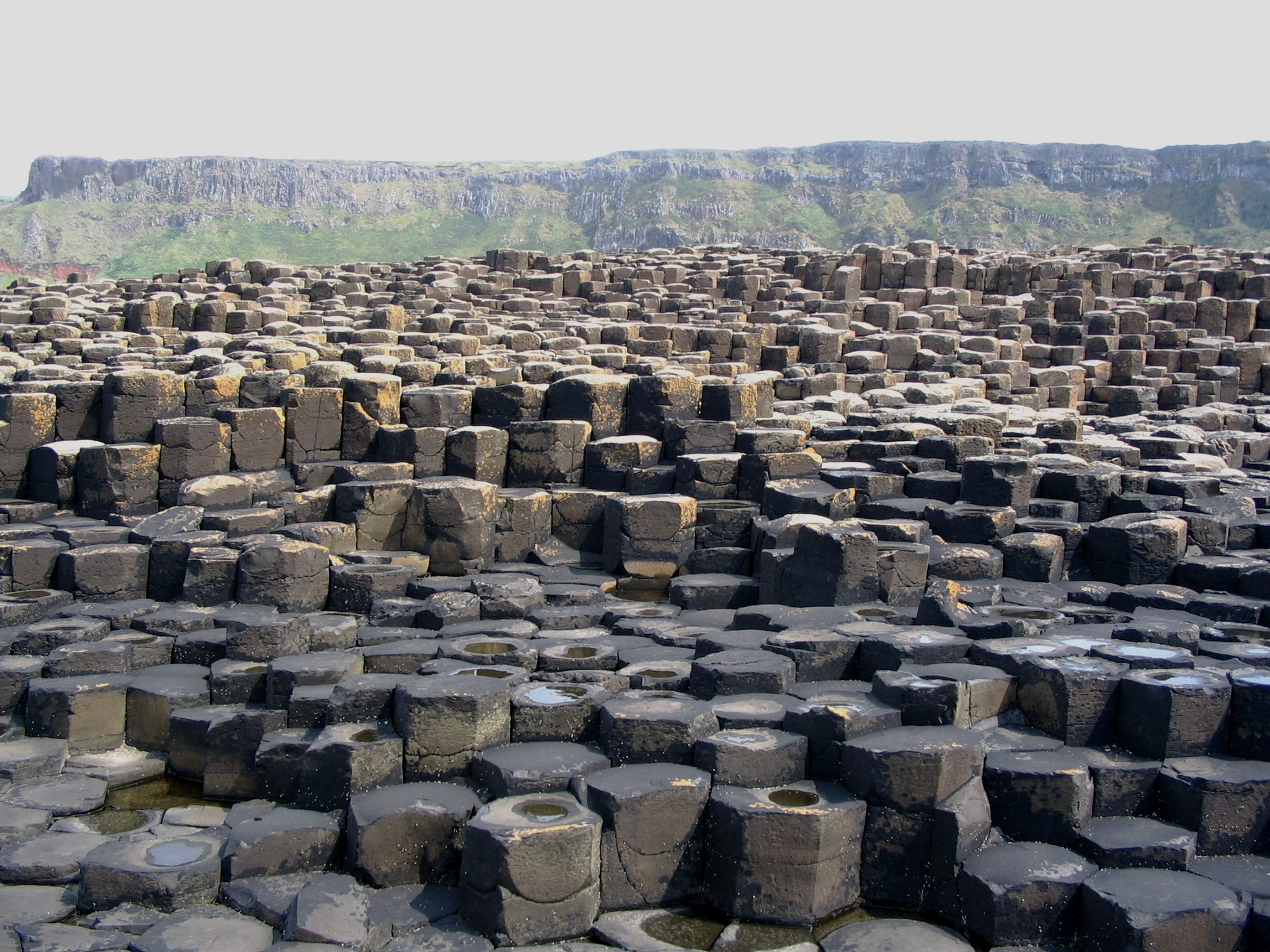
Détail de la chaussée.
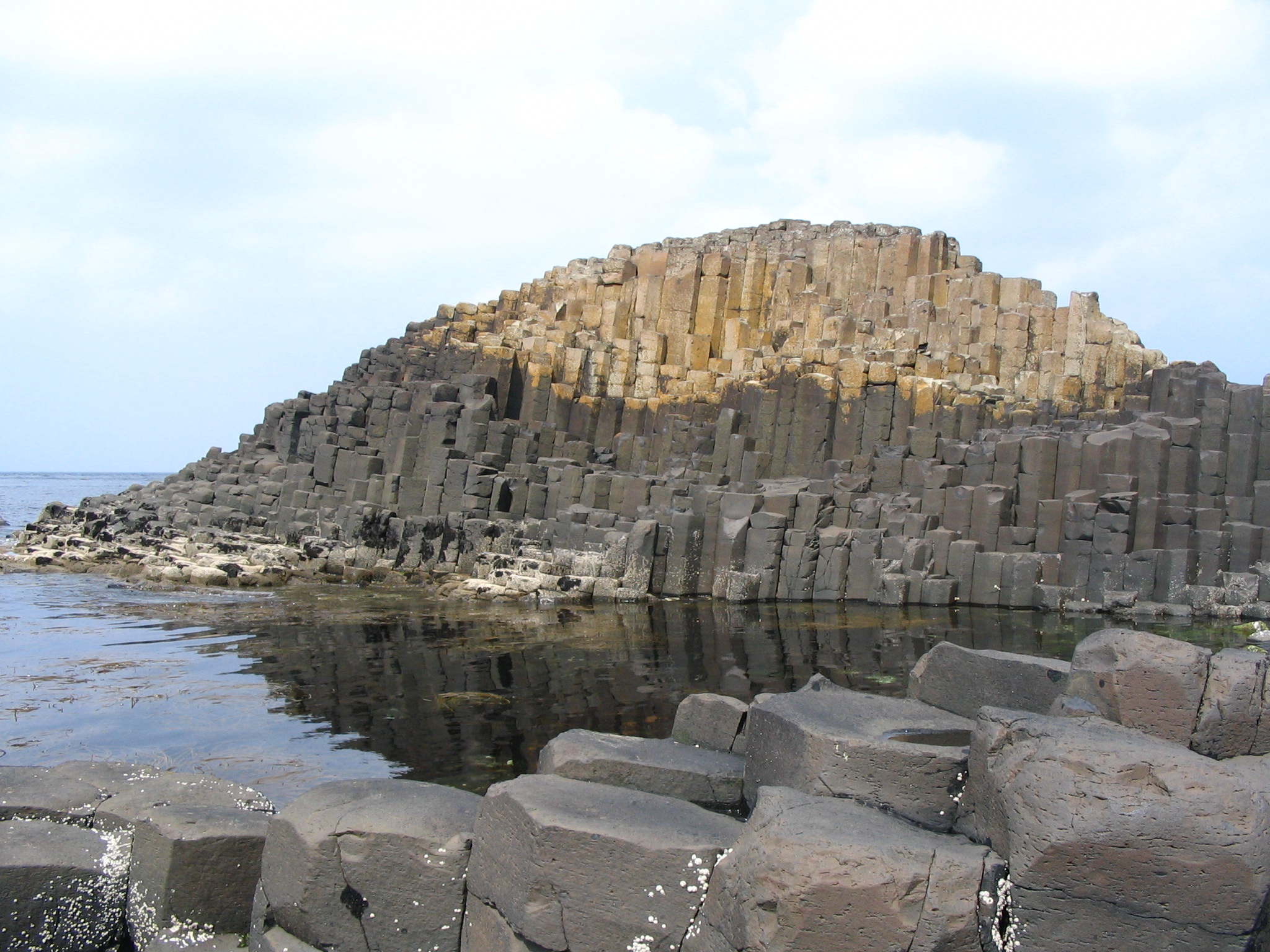
Rocher central.
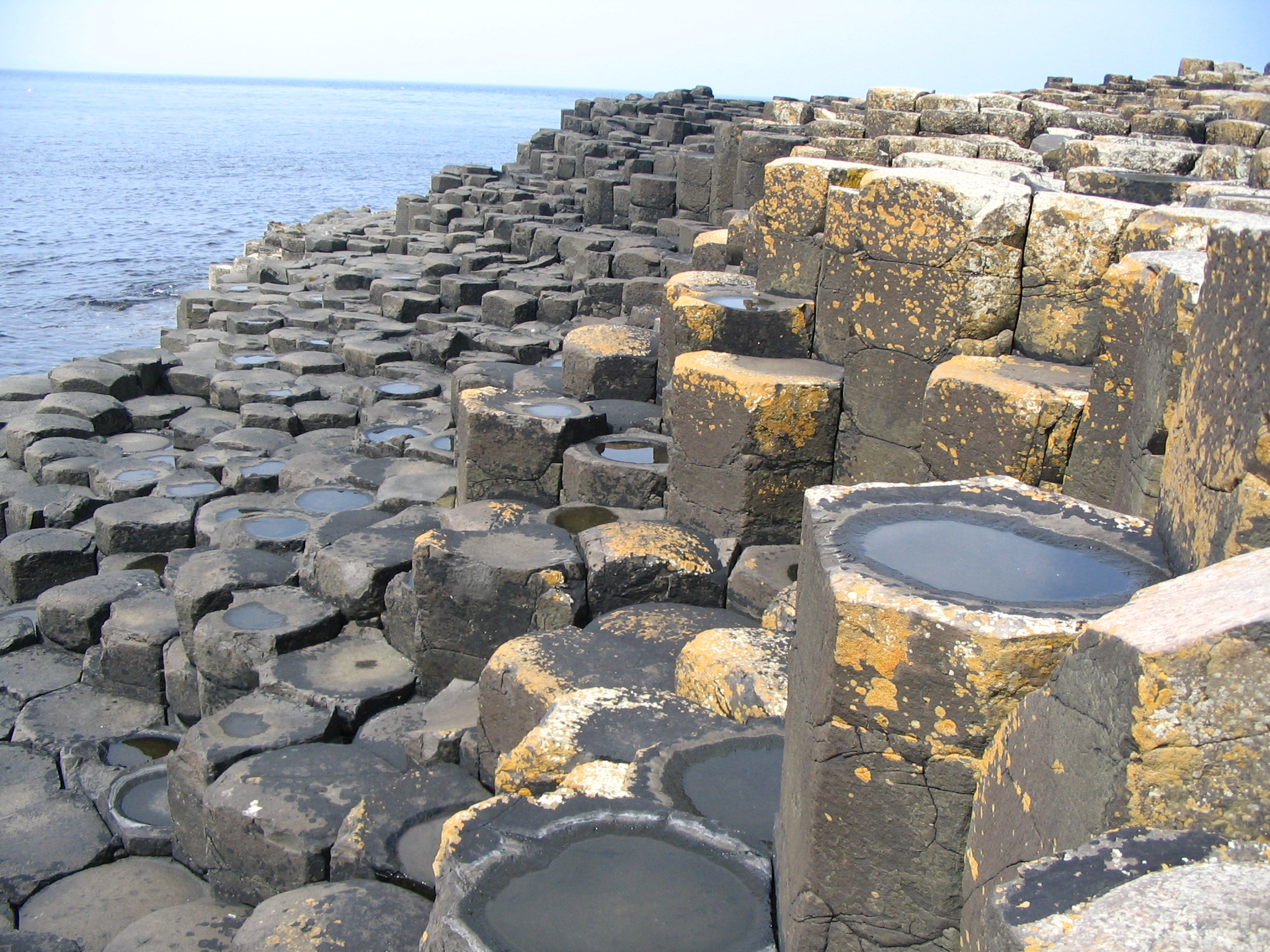
Cellules polygonales.
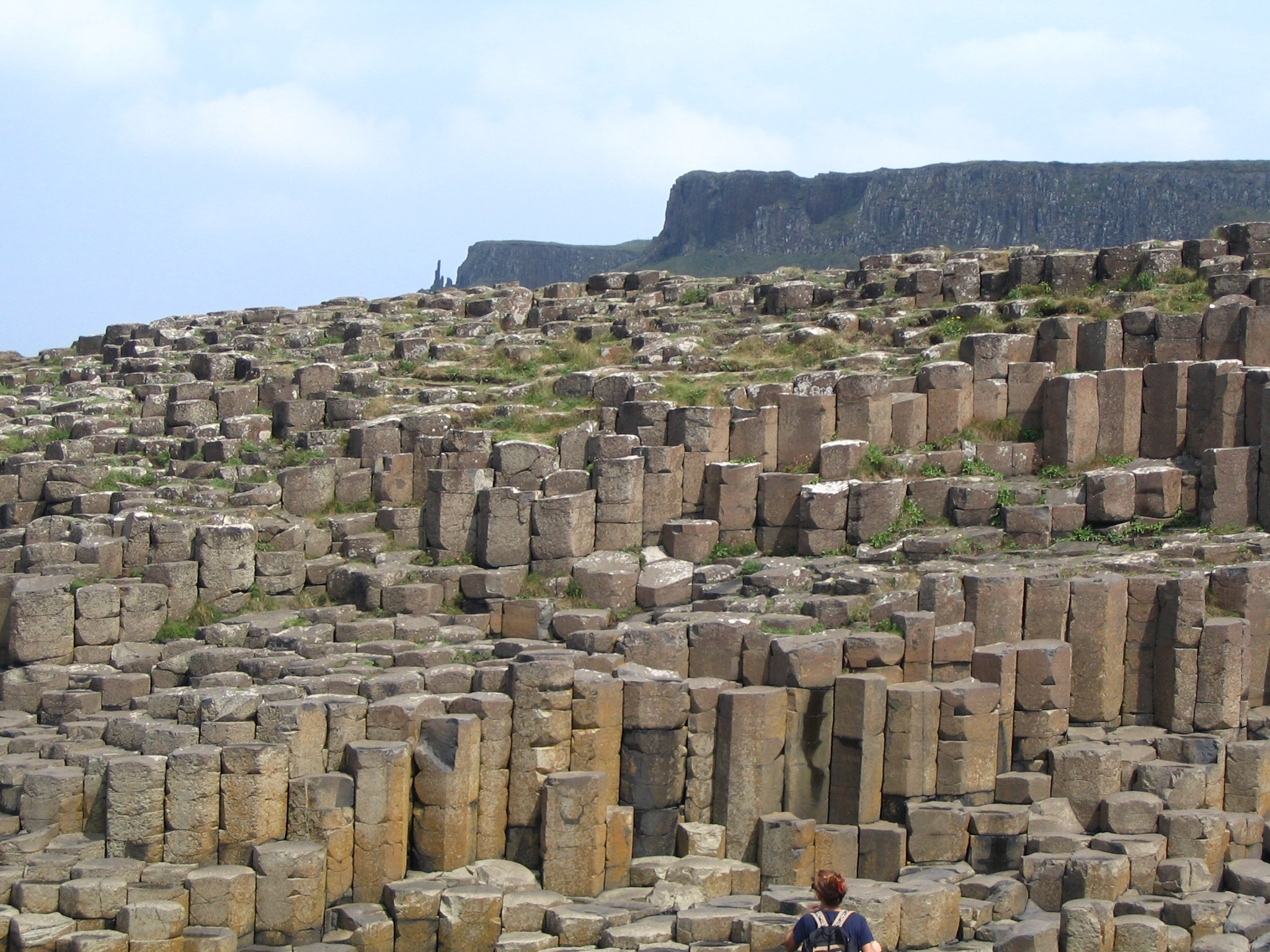
Vue de la chaussée et des falaises basaltiques.
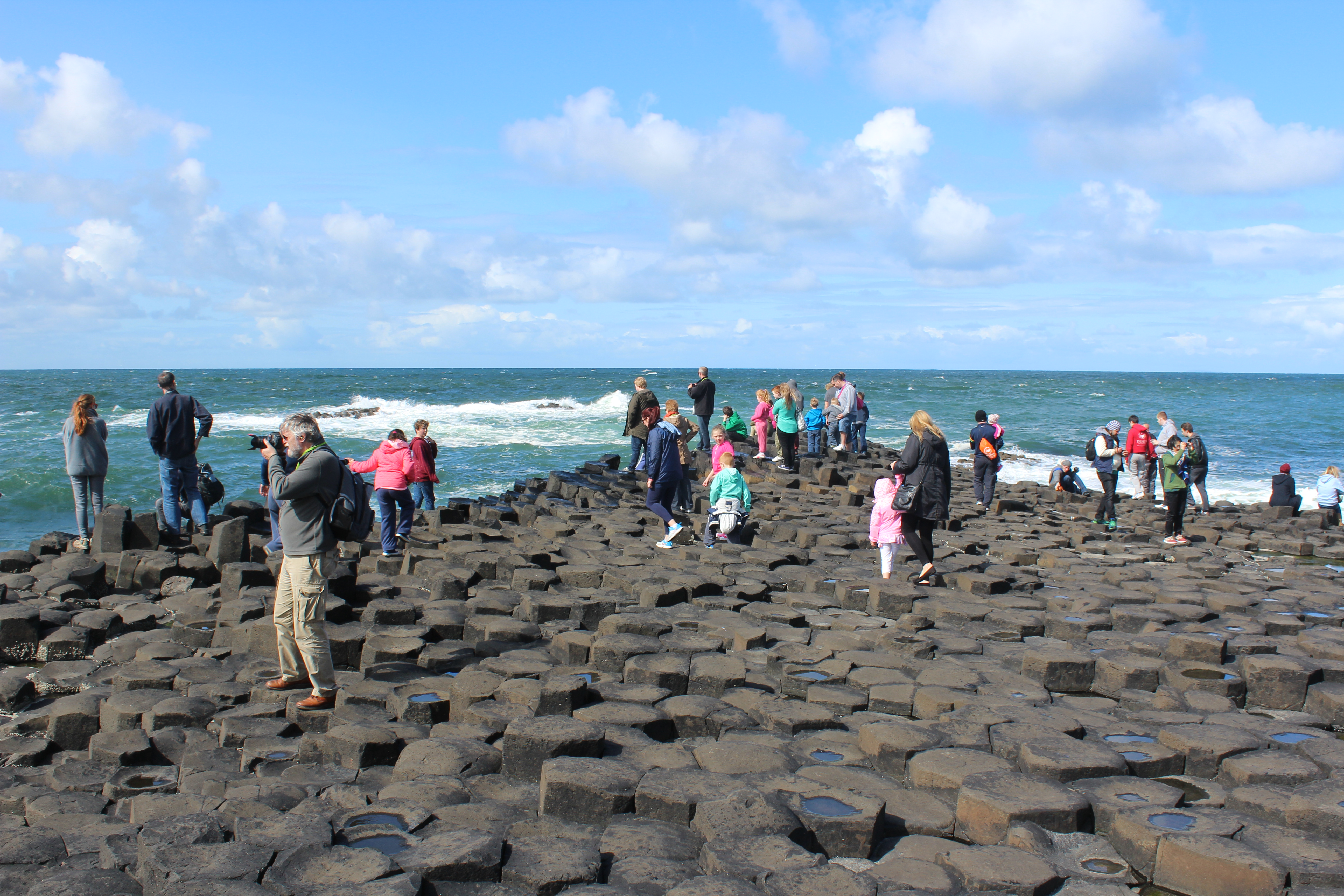
Route dans la mer.

### Géologie

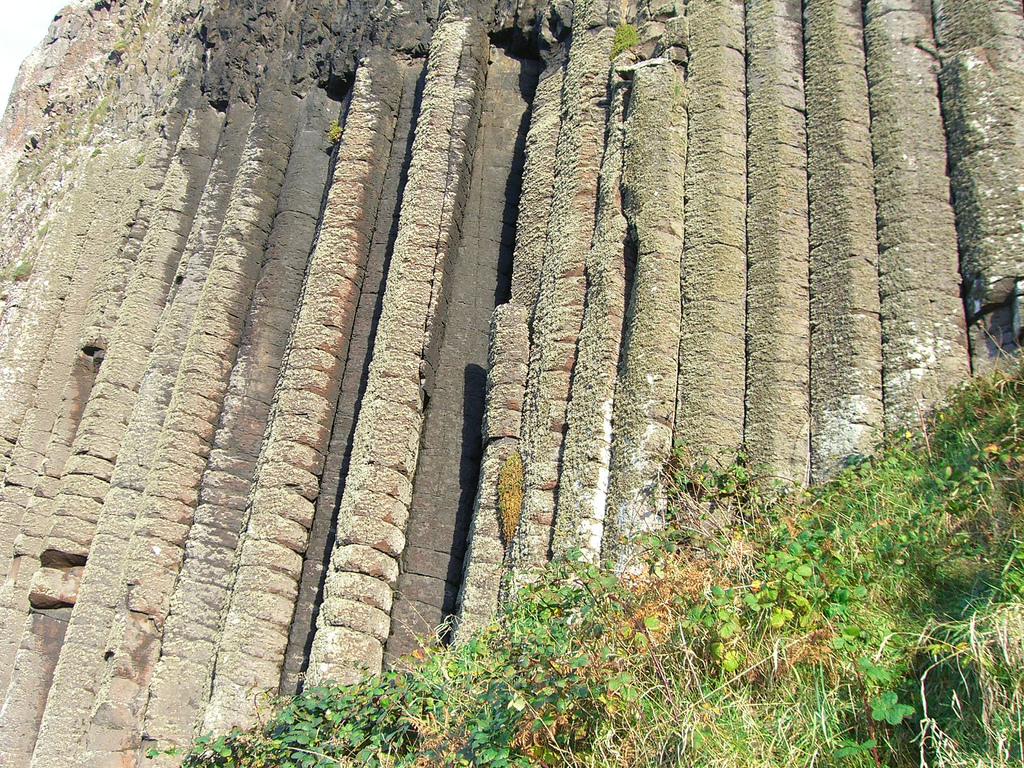
Orgues basaltiques dans le plateau d'Antrim, montrant les fracturations longitudinales et transversales.

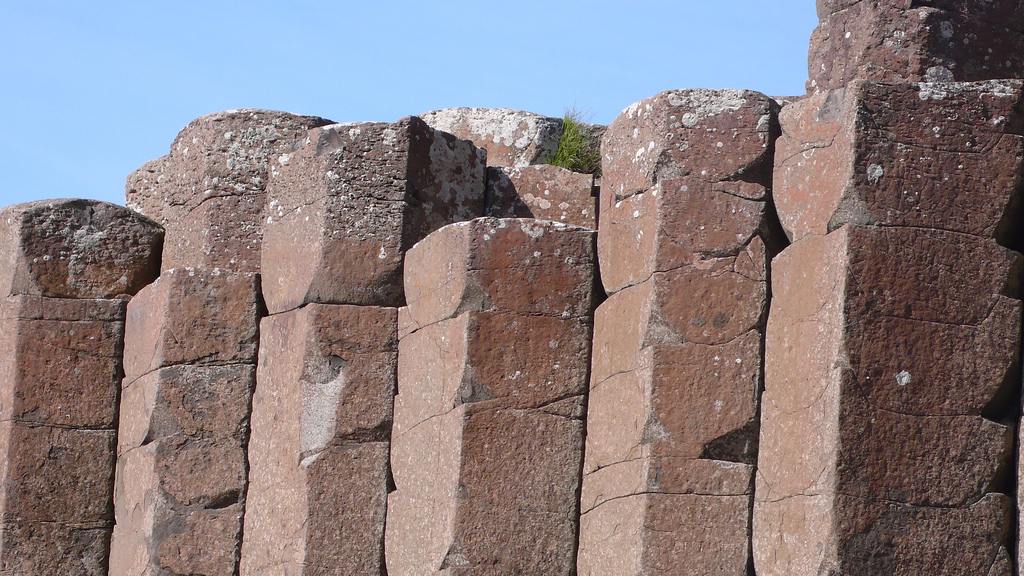
Prismes basaltiques altérés.

La Chaussée des Géants résulte de l'érosion par la mer d'une coulée de lave basaltique datant de 50-60 millions d'années (Cénozoïque).
Pendant le Paléogène (début du Cénozoïque), la région d'Antrim a connu une intense activité géologique liée à l'ouverture du nord de l'océan Atlantique. Au cours de ces évènements magmatiques, des laves basaltiques ont forcé un passage à travers les couches géologiques calcaires préexistantes (Mésozoïque). Ces laves, une fois refroidies, ont formé un grand plateau basaltique. Le plateau d'Antrim est en fait un trapp (empilement de coulées basaltiques), où on peut distinguer trois séries d'épanchement volcanique. Le basalte de la Chaussée des Géants appartient à la série des basaltes moyens.
La contraction thermique rapide de la lave lors de son refroidissement a créé la fracturation hexagonale en colonnes, perpendiculairement à la surface du sol où la coulée s'est épanchée (comme cette surface n'était pas rigoureusement plane, certaines colonnes sont légèrement obliques). Par la suite, les côtés des prismes ont servi de surface de refroidissement, et une fracturation transversale, horizontale, est apparue. C'est cette dernière qui a été mise à profit par l'érosion marine pour aplanir les orgues basaltiques.
Les colonnes sont constituées d'un basalte gris, relativement riche en silice. Certaines de ces colonnes ont été rougies par altération de la roche par des eaux thermales (dont l'action a été démontrée dans les couches rouges décimétriques de la falaise), mais aussi par latéritisation due au climat tropical qui régnait en Irlande au tout début de l'ère Cénozoïque (la latéritisation a été caractérisée dans la couche rouge décamétrique située entre les basaltes inférieurs et moyens).

### Faune et flore
On peut observer depuis la Chaussée des Géants diverses espèces d'oiseaux de mer (environ 80), comme le pétrel, le fulmar, le cormoran, le guillemot, le chevalier gambette, l'huîtrier pie, le macareux moine et même le petit Pingouin. Les rives sont parcourues par la bergeronnette et le pipit maritime. Occasionnellement, le canard eider se pose dans les eaux abritées.
Le National Trust for Historic Interest or Natural Beauty a réalisé l'inventaire des espèces végétales rares ou intéressantes de cette zone. La liste inclut la doradille marine, le trèfle Pied-de-lièvre, la scille printanière, la fétuque littorale, l'orchis grenouille et le silène enflé variété maritima.
Une colonie de stromatolites aurait été trouvée sur la Chaussée des Géants en octobre 2011.

## Histoire

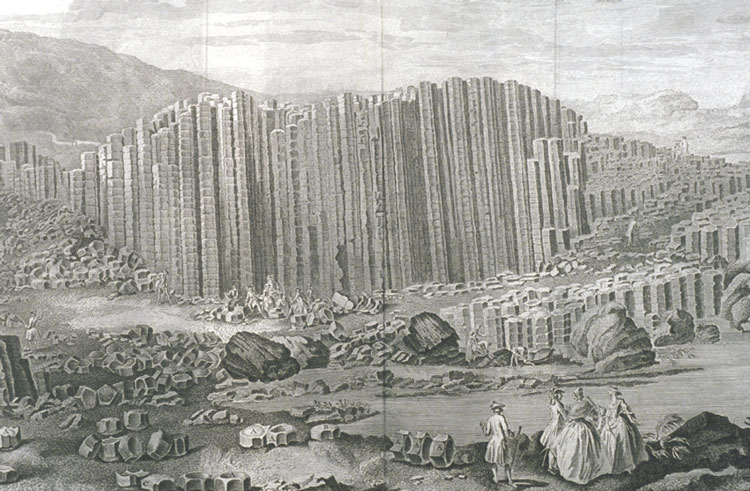
East Prospect, la gravure réalisée par Susanna Drury en 1743, qui donna à la Chaussée des Géants une renommée internationale

Bien que connue par la population locale, la Chaussée des Géants resta inconnue du grand public jusqu'en 1693, année où Sir Richard Bulkeley, membre du Trinity College de Dublin présenta à la Royal Society de Londres un article s'intéressant au site,,.
La réputation du site devint internationale lorsqu'en 1739, une artiste irlandaise, Susanna Drury (en), en fit des aquarelles récompensées par la Royal Society de Dublin puis diffusées sous forme de gravures à partir de 1743.
En 1765, un article sur la Chaussée des Géants fut inséré dans le volume 12 de l'encyclopédie de Diderot et d'Alembert, illustré par les gravures de Drury,
Les touristes commencèrent à affluer au XIXe siècle, après l'ouverture d'une ligne de tramway entre Portrush et la Chaussée des Géants.
Dans les années 1960, le National Trust a acquis la zone et l'a aménagée, supprimant les anciens aménagements commerciaux qui dénaturaient le site.
En 2000, un incendie détruisit le centre des visiteurs du site. Le nouveau centre des visiteurs, conçu par Róisín Heneghan de Heneghan Peng Architects, a ouvert en juillet 2012.

## Culture

### Légende

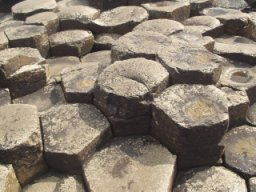
Section transversale des colonnes basaltiques

Selon la légende, deux géants ennemis vivaient de chaque côté de la mer, l'un en Écosse, appelé Benandonner, et l'autre en Irlande, nommé Fionn Mac Cumhaill. Le géant écossais parlait de son rival irlandais comme d'une personne négligée et froussarde jusqu'au jour où celui-ci, piqué au vif, dit à l'Écossais de venir se battre pour lui prouver qu'il était le plus fort ! Mais comment franchir la mer ? L'Irlandais jeta des pierres dans l'eau  pour construire un chemin praticable, une « chaussée » entre l'Écosse et l'Irlande. Mais quand il vit approcher son adversaire, l'Irlandais fut pris de panique car il était beaucoup plus petit que son adversaire ! Il courut demander conseil à sa femme, qui eut juste le temps de le déguiser en bébé avant l'arrivée du géant écossais. À ce dernier, elle présenta son « fils », qui n'était autre que son mari déguisé. Le géant écossais, voyant la taille de ce « bébé », prit peur. Affolé à l'idée de la taille du père et par conséquent de sa puissance, il prit ses jambes à son cou et s'en retourna dans ses terres d'Écosse en prenant soin de démonter la chaussée pour que l'Irlandais ne risque pas de rejoindre son île.

### Dans la culture populaire
La Chaussée des Géants est le titre d'un roman de Pierre Benoît édité à Paris chez Albin Michel en 1922. L'intrigue se passe en Irlande au moment de la révolution pour l'indépendance d'avec la Grande-Bretagne.
La Chaussée est reprise le 18 septembre 2015 dans le spectacle d'inauguration de la coupe du monde de rugby 2015, pour symboliser la diffusion du rugby dans le monde.
La Chaussée des Géants figure sur la pochette de l'album Houses of the Holy de Led Zeppelin en tant que décor fantastique.
La Chaussée des Géants fait partie des merveilles naturelles dans le jeu vidéo Civilization VI

La Chaussée des Géants fait l’objet d’une quête et est librement explorable dans le monde ouvert du jeu vidéo Assassin’s Creed Valhalla (plus exactement dans le DLC La Colère des Druides).

### Tourisme

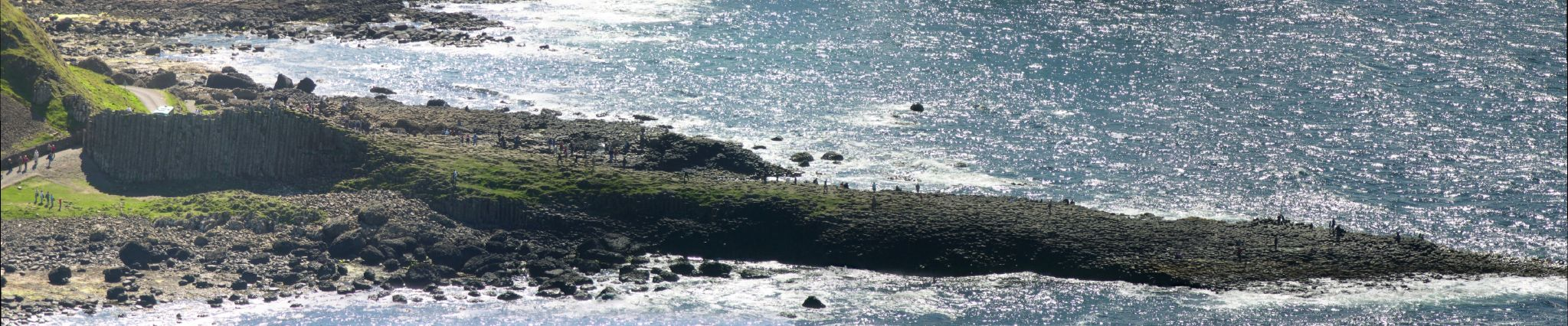
Panorama du promontoire de la Chaussée des Géants.